# Jaime Paz Zamora
Jaime Paz Zamora, (15 april 1939), is een voormalige president van Bolivia.
In het midden van de jaren negentig werd hij beschuldigd van banden met de drugsmaffia.

## Trivia
Jaime Paz studeerde in de jaren zestig aan de KU Leuven. In zijn vrije tijd voetbalde hij voor F.C. Eclair, het huidige KVC Kessel-Lo 2000.